# 佘一元
佘一元（?—?），字占一，号潜沧，山海卫人。清朝官員。

## 生平
明崇禎十二年（1639年）己卯科順天府鄉試舉人，崇祯十七年（1644）參预吴三桂守山海关对抗李自成之役。顺治四年丁亥进士。康熙八年（1669年）主编《山海关志》。官至礼部仪制司郎中。以疾告歸。著有《潜沧集》。